# Victor Ibarbo
Segundo Víctor Ibarbo Guerrero, né le 19 mai 1990 à Cali (Colombie), est un footballeur international colombien, qui évolue au poste d'ailier.

## Biographie
Victor Ibarbo est un attaquant, sa formation initiale de milieu de terrain lui permet de participer au jeu de son équipe. Il possède un très bon jeu de tête, peut évoluer au poste d’avant-centre ou bien comme second attaquant en complément d’un pur buteur qui joue en appui ou en déviation, mais ses qualités de centre et de vitesse font de lui un ailier très efficace. C’est donc naturellement qu’Ibarbo s’exprime le mieux dans un 4-3-3, sur les côtés. À l’aise des deux pieds, il peut prendre les espaces et provoquer le défenseur adverse pour centrer ou repiquer pour frapper.
Transféré très jeune au club de l’Atlético Nacional, Victor Ibarbo fait son début en pro en février 2008 contre l’Envigado. Il gagne le tournoi d’ouverture 2011 avec son club. Il est recruté par Cagliari en juillet 2011 et joue tous les matches faisant bonne impression pour ses débuts en Serie A. Impression confirmée la saison suivante avec plusieurs buts de belle facture, il rappelle beaucoup David Suazo pour les supporters sardes.
C'est également un joueur très connu sur les jeux vidéo FIFA, grâce à sa vitesse de pointe et son efficacité redoutable devant les cages, a contrario de ses prestations sous les couleurs de l'AS Rome.

### Club
Très jeune il rejoint le club de l'Atlético Nacional, dans lequel il fait son début dans le Championnat de Colombie de football en février 2008 contre l'Envigado. Il remporte le Torneo Apertura 2011.
En juillet 2011, il est transféré au Cagliari Calcio, équipe italienne évoluant en Serie A, pour un montant de 2,3 millions de dollars. Son impact avec le championnat italien est très positif, sa vitesse et sa grande force physique mêlées à une bonne technique de dribbles en font un des jeunes joueurs les plus prometteurs de Serie A. Il inscrit son premier but en championnat contre le Calcio Catania le 4 décembre 2011, décisif pour la victoire finale sur le score de 0 à 1.
En janvier 2015, il est transféré à l'AS Rome pour un montant avoisinant les 15 millions d'euros. Malheureusement après seulement deux entrainements et 15 minutes jouées, il se blesse et doit s'éloigner des terrains plusieurs semaines.

### Équipe nationale
Il est appelé dès 2007 en équipe nationale des moins de 20 ans avec lesquels il participe au Championnat sud-américain des moins de 20 ans en 2009.
En 2010, il fait sa première apparition avec l'équipe nationale majeure de Colombie.

#### But international
| # | Date             | Lieu                          | Adversaire | Score | Résultat | Compétition  |
| - | ---------------- | ----------------------------- | ---------- | ----- | -------- | ------------ |
| 1 | 14 novembre 2013 | Stade Roi Baudouin, Bruxelles | Belgique   | 0-2   | 0-2      | Match amical |

Mis à jour le 14 novembre 2013

## Carrière
- 2008-2011 : Atlético Nacional
- 2011-2017 : Cagliari Calcio 
  - fév. 2015-2015 : AS Roma [1] (prêt)
  - 2015-jan. 2016 : Watford FC  (prêt)
  - jan. 2016-2016 : Atlético Nacional  (prêt)
  - 2016-jan. 2017 : Panathinaïkos  (prêt)
- depuis mars 2017 : Sagan Tosu

## Palmarès

### En équipe nationale
- 5 sélections et 1 but avec l'équipe de Colombie depuis 2010.

### En club
- Vainqueur du Championnat de Colombie de football en 2011 (Tournoi d'ouverture).